# ヴラディーミル・アヴラモフ
ヴラディーミル・アヴラモフ（ブルガリア語:  Владимир Аврамов, ラテン文字転写例: Vladimir Avramov, 1909年12月3日 - 2007年3月22日）は、ブルガリア出身のヴァイオリン奏者。

## 経歴
1909年、ソフィア生まれ。フリスト・ペトコフとサーシャ・ポポフにヴァイオリンを師事した後、1931年にプラハに留学してハンス・コッホにヴァイオリン、レオポルト・クラマーに室内楽を学んだ。
1935年から1942年までソフィア国立歌劇場のヴァイオリン奏者を務め、自ら弦楽四重奏団も結成してブルガリア在住の作曲家たちの弦楽四重奏曲を多く手がけた。1937年からソフィア国立音楽院で教鞭を執るようになり、1962年から1968年まで同音楽院の学長を歴任した。2007年、ソフィアにて没。
主な弟子に、エミル・カミラロフ、イオシフ・ラディオノフやヴラディーミル・タゼフ等がいる。